# Great Bend, Kansas
Great Bend är en stad i den amerikanska delstaten Kansas med en yta av 27,8 km² och en folkmängd som uppgår till 15 537 invånare (2006). Great Bend är administrativ huvudort i Barton County, Kansas.